# Scotoecus albofuscus
Scotoecus albofuscus és una espècie de ratpenat que viu a Benín, República Democràtica del Congo, Costa d'Ivori, Gàmbia, Ghana, Kenya, Malawi, Moçambic, Nigèria, Senegal, Sierra Leona, Sud-àfrica, el Sudan, Tanzània i Uganda.